# Marco Rodrigues
Marco Rodrigues (* 19. September 1982 in Amarante) ist ein portugiesischer Fado-Sänger.

## Werdegang
Er lebte in seiner Geburtsstadt Amarante, bis er nach acht Jahren mit seinen Eltern nach Arcos de Valdevez umzog. Er spielte dort in Schüler- und Nachwuchsbands verschiedener Musikrichtungen, hatte dabei aber keinen Bezug zum Fado. Nach der Scheidung seiner Eltern zog er mit 15 Jahren nach Lissabon, begeisterte sich nach einiger Zeit für die Stadt und ihre Kultur, und näherte sich dort dem Fado an. Seine Mutter half ihm dort dabei.
1999 nahm er, erst 17-jährig, an der Grande Noite do Fado (portugiesisch für: Große Nacht des Fado) im Coliseu dos Recreios teil, einer traditionsreichen Fado-Veranstaltung, die vor allem als Gesangswettbewerb konzipiert ist. Rodrigues gewann dort überraschend in der wichtigsten Kategorie und trat einige Monate später sein dauerhaftes Engagement im Café Luso an, eines der traditionsreichsten Fadolokale Lissabons.
2006 erschien sein Debütalbum Fados da Tristeza Alegre (port. für: Fados der fröhlichen Traurigkeit), das 2007 mit dem Nachwuchs-Preis des Prémio Amália Rodrigues ausgezeichnet wurde. Es folgten zahlreiche Konzerte, darunter eine Mitwirkung bei dem Konzertabend des bekannten Fado-Gitarristen Fernando Alvim in der Casa da Música in Porto.
Beim traditionsreichen Festival da Canção 2008, der auch als Vorentscheid für den portugiesischen Beitrag zum Eurovision Song Contest dient, nahm Rodrigues erstmals teil und wurde am Ende Dritter.
Sein zweites Album erschien 2010 und entstand unter Mitwirkung von Altmeister Carlos do Carmo, mit dem er hier ein Duett sang, und Fadosängerin Mafalda Arnauth, dazu wirkten als Gastmusiker, Autoren und Produzenten unter anderem der Rapmusiker Boss AC, die Schriftstellerin Inês Pedrosa, der Lyriker Tiago Torres da Silva und der Produzent Tiago Machado mit. Das Tantas Lisboas (port. für: So viele verschiedene Lissabons) benannte Werk beschäftigte sich mit seiner neuen Wahlheimat und kam bis auf Platz 14 der portugiesischen Charts. Es folgten zahlreiche Konzerte, auf denen er das Album vorstellte. Als Höhepunkt gab Marco Rodrigues am 28. Oktober 2011 sein erstes eigenes Konzert in einer großen Halle in Portugal. Zu diesem Abend im Teatro da Trindade lud er Gitarrist Fernando Alvim, Fadosängerin Mafalda Arnauth und die Musiker und Produzenten Tiago Machado und Micael Gomes als Gäste ein. Zuvor war er auf Einladung der brasilianischen Sängerin Maria Gadú im August 2011 nach Rio de Janeiro gereist, um mit ihr zusammen das Duett A Valsa (port. für: Der Walzer) einzusingen, das im Dezember 2011 auf ihrem Album Mais Uma Página erschien. Für Maria Gadús Konzerte in Lissabon und Porto 2012 bestritt er das Vorprogramm und trat mit ihr dort auch zusammen auf.
Am 2. Dezember 2011 gehörte Marco Rodrigues dann zu den Künstlern, die zur Feier der Aufnahme des Fado in die Liste des immateriellen Weltkulturerbes der UNESCO auftraten. 2012 übernahm er die künstlerische Leitung des Lissabonner Fadolokals Adega Machado, wo er danach auch regelmäßig selbst auftrat.
2013 erschien sein drittes Album, EntreTanto (portugiesisches Wortspiel zwischen entretanto = inzwischen und entre tanto = zwischen vielem), das auf Platz 15 der Charts einstieg, dort jedoch nur eine Woche blieb.
Das 2015 erschiene Album Fados do Fado (port. für: Fados vom Fado) blieb zwei Wochen in den Charts und erreichte den 13. Platz. Es bestand aus ausschließlich auf Stücken männlicher Fadosänger und wurde für einen Latin Grammy nominiert.
2017 erschien mit Copo Meio Cheio (port. für: Glas halb voll) sein fünftes Album, das sich acht Wochen in den Charts hielt und bis auf Platz 8 kletterte. Im Folgejahr veröffentlichte seine Plattenfirma Universal Music Portugal eine Marco-Rodrigues-Box mit vier CDs und brachte damit seine vorhergehenden Alben nochmals neu heraus.
Sein 2019 erschienenes Duett mit Marisa Liz, Sängerin der Gruppe Amor Electro und populäre Jurorin von Fernseh-Castingshows, trug den Titel Amor Em Construção (portugiesisch für: Liebe, im Aufbau) und überraschte mit über 1 Millionen Abrufe bei YouTube, wesentlich beeinflusst durch die Verwendung in der Telenovela Prisioneira des Senders TVI. Im Oktober 2022 wurde ein weiteres Duett veröffentlicht, Recomeço (port. für: Wiederanfang), diesmal mit Aurea und damit wieder mit einer bekannten Sängerin, die ebenfalls als Jurorin einer Musik-Castingshow enorm bekannt geworden war. Dieses Duett wurde ebenfalls weit über 1 Million Mal bei YouTube aufgerufen.
Sein Album Judite (2022) widmete er seiner 2020 verstorbenen Mutter Judite, die ihn zum Fado gebracht hatte. Der öffentlich-rechtliche Fernsehsender RTP sendete dazu einen Beitrag, in dem der Sänger von den Umständen des Albums erzählte und einige Stücke vortrug. Das Album war ebenfalls für einen Latin Grammy nominiert.
Mit seinem Album Marco Rodrigues: Canta Carlos De Carmo widmete er sich dann dem 2021 verstorbenen, so populären wie einflussreichen Fadosänger Carlos do Carmo. Dabei interpretierte er bekannte Stücke der Fadolegende in neuen, teils unüblich breiten Arrangements neu.
Mit seinem Stück A Minha Casa (port. für: Mein Haus) nahm er am Festival da Canção 2025 teil. Er kam bis in die Endausscheidung dieses ESC-Vorentscheids, landete in der in 23 Länder übertragenen Gala am Ende aber nur auf Platz 8 von 12.

## Diskografie
- 2006: Fados da Tristeza Alegre (Ocarina)
- 2010: Tantas Lisboas (Mercury, Universal Music)
- 2013: Entre Tanto (Universal Music)
- 2015: Fados do Fado (Universal Music, Mercury)
- 2017: Copo Meio Cheio (Universal Music)
- 2018: Marco Rodrigues (Best of, 4-CD-Box, Universal Music)
- 2022: Judite (Universal Music)
- 2024: Canta Carlos De Carmo (Universal Music)